# Качкан (селище)
Качкан — селище в Октябрському районі Ростовської області Росія. Входить до складу Артемовського сільського поселення. Населення — 826 осіб (2010 рік).

## Географія
Селище Качкан розташовано на правому березі річки Грушівка у північної межі міста Шахти.

### Вулиці
- вул. Латугіна,
- вул. Молодіжна,
- вул. Покришкіна,
- вул. Райніса,
- вул. Щедріна.

## Історія
У грудні 1943 року в селищі Сільському за містом Шахти наказом директора радгоспу «Артемовець» було утворено радгоспне училище механізації, що готувало кадри для сільського господарства.